# گالادریل استاینمن
گالادریل استاینمن (انگلیسی: Galadriel Stineman؛ زادهٔ ۲۰ اکتبر ۱۹۹۰) بازیگر و صداپیشه اهل ایالات متحده آمریکا است. وی از سال ۲۰۰۹ میلادی تاکنون مشغول فعالیت بوده‌است.
از فیلم‌ها یا مجموعه‌های تلویزیونی که وی در آن‌ها نقش داشته‌است، می‌توان به بن ۱۰: ازدحام بیگانه، استخوان‌ها، بی‌شرم و گلی اشاره نمود.